# آيت قسو اوسعيد (آيت شارت)
آيت قسو اوسعيد هو دُوَّار يقع بجماعة موحى أوحمو الزياني، إقليم خنيفرة، جهة بني ملال خنيفرة في المملكة المغربية. ينتمي الدوّار لمشيخة آيت شارت التي تضم 3 دواوير. يقدر عدد سكانه بـ 1338 نسمة حسب الإحصاء الرسمي للسكان والسكنى لسنة 2004.

## وصلات خارجية
- البوابة الوطنية للجماعات الترابية
- المندوبية السامية للتخطيط